# Kinner Envoy
Il Kinner C-7 Envoy fu un aereo da trasporto monomotore monoplano ad ala bassa sviluppato dall'azienda aeronautica statunitense Kinner Airplane & Motor Corporation nei primi anni trenta.
Realizzato per il mercato dell'aviazione commerciale, venne utilizzato anche in campo militare utilizzato dalla United States Navy, la marina militare degli Stati Uniti d'America, come aereo da collegamento.

## Storia del progetto
Nei primi anni trenta la Kinner Airplane & Motor Co. decise di avviare lo sviluppo di un nuovo modello quadriposto per diversificare ulteriormente l'offerta dei propri modelli sul mercato dell'aviazione commerciale. L'ufficio tecnico dell'azienda, nelle figure degli ingegneri Max B. Harlow e Harold Webb, elaborarò un progetto sviluppato dal biposto Kinner Sportwing, destinato al turismo, del quale risultava una variante ingrandita nelle dimensioni generali. Il risultato fu identificato come C-7 Envoy, un velivolo che riproponeva l'impostazione generale dei modelli fino ad allora realizzati dall'azienda, monomotore in configurazione traente, monoplano, carrello fisso, cellula realizzata in struttura metallica ricoperta da tela trattata.
L'ala, posizionata bassa sulla fusoliera, era controventata da tiranti in cavetto d'acciaio che collegavano la sezione centrale di ogni semiala alla fusoliera. Questa integrava la cabina di pilotaggio chiusa con la postazione per il pilota più quattro altri posti a sedere per i passeggeri. Dotato di carrello d'atterraggio fisso, quest'ultimo era caratterizzato dalle gambe di forza anteriori dotate di carenature "a pantalone" ed era integrato posteriormente da un ruotino d'appoggio posizionato sotto la coda.
Il primo esemplare dell'Envoy venne portato in volo all'inizio del 1934 e, constatata l'assenza di problemi, nello stesso anno venne avviata la produzione in serie, con i primi quattro esemplari completati venduti a piloti privati ed equipaggiati con un motore Kinner C-7, un radiale 7 cilindri raffreddato ad aria in grado di erogare una potenza pari a 300 hp (224 kW), collocato sul naso del velivolo racchiuso da una cappottatura avvolgente, su cui erano evidenti le bugne in corrispondenza delle punterie, e abbinato a un'elica bipala metallica a passo variabile. Agli esemplari civili si aggiunsero nel 1936 altri tre esemplari commissionati dalla United States Navy ed uno richiesto dalla marina imperiale giapponese.

## Impiego operativo
I tre esemplari acquisiti dalla US Navy, che in base alle convenzioni di designazione allora vigenti vennero immessi in servizio come XRK-1, furono equipaggiati con una versione del 7 cilindri Kinner C-7 indicata come R-1044-2 da 340 hp (254 kW) e destinati al ruolo di aereo da collegamento, uno assegnato all'Inspector of Naval Aircraft presso gli stabilimenti della Douglas Aircraft Company a Santa Monica, California, un secondo assegnato al VJ-5, reparto incaricato del trasporto degli ufficiali della Naval Air Station (NAS) San Diego, presso la locale Base navale, mentre del terzo non si hanno notizie. L'esemplare basato alla NAS San Diego venne in seguito rimotorizzato con un Pratt & Whitney R-985-38 da 400 hp (298 kW), sempre radiale ma a 9 cilindri, che si distingueva per la diversa copertura del motore, ora un anello Townend. L'ultimo esemplare rimase in servizio fino all'entrata degli Stati Uniti nella Seconda guerra mondiale (1941).
L'esemplare giunto in Giappone, in base alle convenzioni della Marina imperiale, assunse la designazione LXK ed inviato a prove di valutazione per l'eventuale adozione nei reparti della Dai-Nippon Teikoku Kaigun Kōkū Hombu, la sua componente aerea.

## Utilizzatori

### Militari
Giappone
- Dai-Nippon Teikoku Kaigun Kōkū Hombu

identificato come LXK e utilizzato in prove comparative nel ruolo di aereo da collegamento.
 Stati Uniti
- United States Navy

tre esemplari identificati come XRK-1 e utilizzati nel ruolo di aereo da collegamento.